# 見田方遺跡

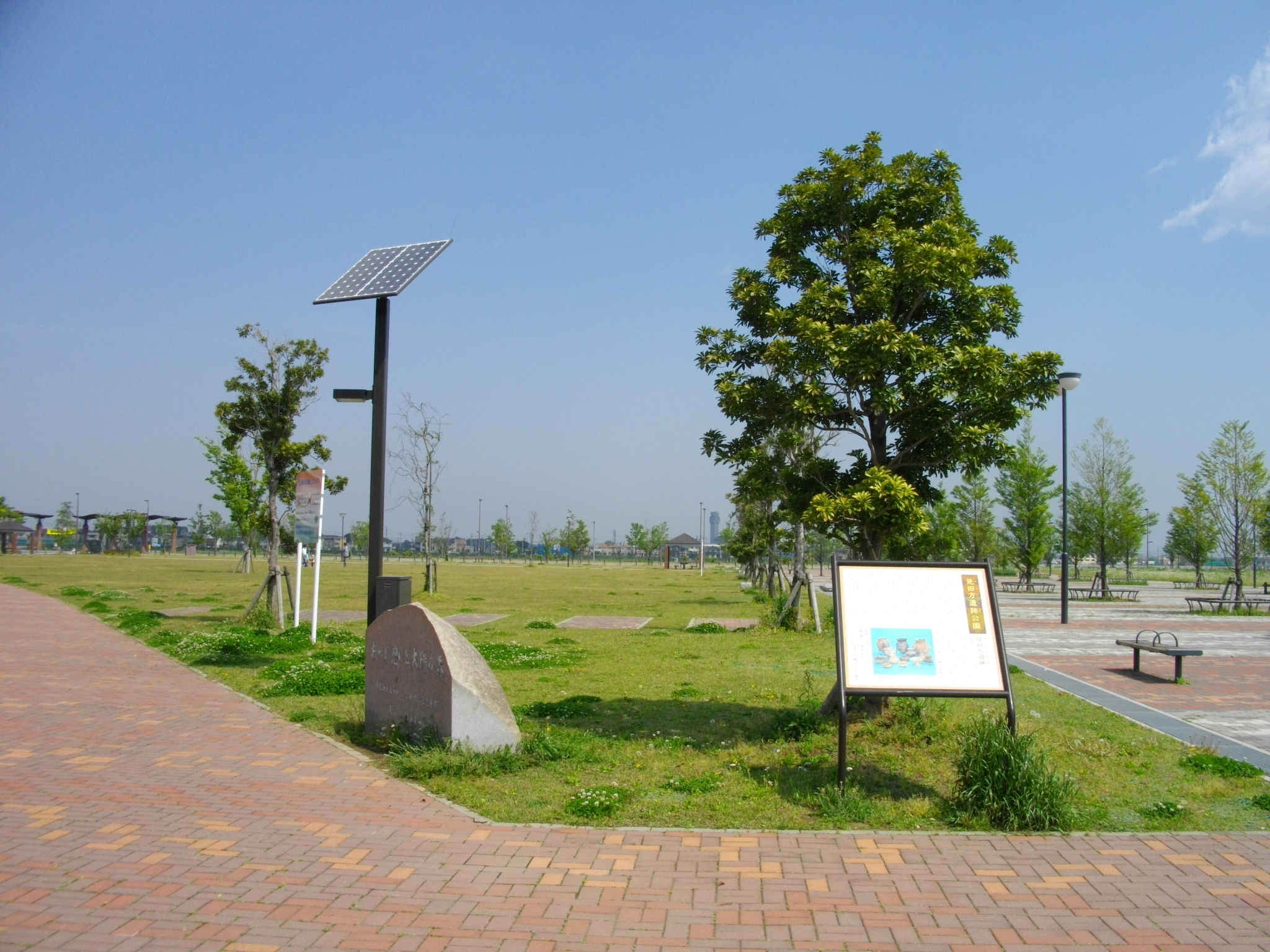
見田方遺跡公園

見田方遺跡（みたかたいせき）は、埼玉県越谷市レイクタウン8丁目（旧大成町）にある遺跡。古墳時代後期（6世紀後半）の集落遺跡。かつて中川低地の水田地帯であった場所（JR武蔵野線越谷レイクタウン駅の北側一帯）に位置する。越谷市指定史跡。

## 概要
見田方遺跡は、1966年（昭和41年）から翌年にかけて発掘調査され、古墳時代後期の竪穴建物跡が検出された。また、出土遺物には土師器や須恵器などの土器類、石器類や建物の柱や板などの用材に用いられた木製遺物、管玉や紡錘車などの装身具、日用品、それに籾や種子などの植物遺体があり、越谷の人々が住み着いた時代の証明になった。さらに、石器石材がこの地域では採取できないものであることから、他地域との交流が想定されている。集落の広がりは約16haに及ぶものであったが、利根川、荒川（現:元荒川）等の河川に沿った微高地であるため洪水によって消滅したと考えられている。

## 現在
当時発掘調査を行った場所は、隣接地に発掘を記念して見田方遺跡公園として整備された。園内の郷土資料収納館（普段は見学できない）には土器片などが保存されていたが、越谷レイクタウンの整備によって撤去された。また、復元された竪穴建物のほか、移築された江戸時代の名主・「中村家住宅」やグラウンドなどが存在していた。
現在、出土した土師器・須恵器などは、越谷市レイクタウン九丁目51番地に移築された越谷市指定有形文化財「旧東方村中村家住宅」に展示されている。 
また周辺は越谷レイクタウンの造成区域内にあり、遺跡が集中し発掘調査が実施されていない箇所（越谷レイクタウン駅北口広場周辺）については公園として現状保存されている。